# Gueuzerie De Cam
Vous pouvez aider à l'améliorer ou bien discuter des problèmes sur sa page de discussion.
- Il ne cite pas suffisamment ses sources. Vous pouvez indiquer les passages à sourcer avec {{référence nécessaire}} ou {{Référence souhaitée}}, et inclure les références utiles en les liant aux notes de bas de page. (Marqué depuis avril 2021)
- Il contient une ou plusieurs listes. Le texte gagnerait à être rédigé sous la forme d’un ou plusieurs paragraphes synthétiques, afin d’être plus agréable à lire. (Marqué depuis avril 2021)

- Archive Wikiwix
- Bing
- Cairn
- DuckDuckGo
- E. Universalis
- Gallica
- Google
- G. Books
- G. News
- G. Scholar
- Persée
- Qwant
- (zh) Baidu
- (ru) Yandex
- (wd) trouver des œuvres sur Wikidata

La Gueuzerie De Cam (en néerlandais : Geustekerij De Cam) est une entreprise située à Gooik en province du Brabant flamand en Belgique. Elle produit des bières de type lambic caractéristiques du Pajottenland.

## Situation
La gueuzerie se trouve le long de la Dorpstraat à Gooik, village et commune du Pajottenland et de l'ouest de la province du Brabant flamand.

## Histoire
Si le passé de la gueuzerie ne remonte qu'à la fin du XXe siècle, les bâtiments dans lesquelles elle se trouve sont beaucoup plus anciens. Il s'agit d'une ferme (Cam en vieux néerlandais signifie ferme) construite en 1515 par les seigneurs de Gooik. Cette ferme est transformée au début des années 1990 en un centre communal comprenant une brasserie, un café, un musée des instruments de musique, une collection de charriots et une guilde de musique folklorique.
Willem Van Herreweghen, fils du poète Hubert van Herreweghen, à cette époque directeur de production chez Palm Breweries, installe une gueuzerie dans les dépendances en 1992. Le 7 juin 1997, la première gueuze est commercialisée. Depuis 2000, la production est confiée à Karel Goddeau, ancien maître brasseur de la brasserie Slaghmuylder de Ninove.

## Production
Une gueuzerie appelée aussi entreprise de coupage de gueuze n'est pas une brasserie proprement dite car l'entreprise achète des moûts fraichement brassés chez trois producteurs de la région : les brasseries Boon, Lindemans et Girardin. Ces moûts vieillissent alors parfois pendant plusieurs années dans les 45 fûts de bois d'une capacité de 1 000 litres provenant de la brasserie tchèque Plzeňský Prazdroj brassant la Pilsner Urquell. Certains lambics sont également brassés à la brasserie Drie Fonteinen. Il existe trois autres gueuzeries : Oud Beersel, Tilquin et Hanssens.
La gueuzerie De Cam ne produit annuellement qu'une centaine d'hectolitres de bières à fermentation spontanée de type lambic. Ce qui en fait la plus petite entreprise de production de lambics de Belgique et, de facto, du monde.
L'entreprise est membre du Haut conseil pour lambiques artisanales (HORAL) depuis 1997.

## Principales bières
La gueuzerie produit uniquement des bières à fermentation spontanée :
- De Cam Oude Geuze 6,5 % vol alc
- De Cam Oude Kriek 7,5 % vol alc
- De Cam Oude Lambic 4,5 % vol alc
- De Cam Oude Faro 4,5 % vol alc
- De Cam Oude Framboise 6 % vol alc
- De Cam Kriekenlambiek 6 % vol alc
- De Cam Lambiek Special 6 % vol alc

## Source et lien externe
- (nl)http://www.lambicland.be/De_Cam